# Park Narodowy Chư Mom Ray
Park Narodowy Chư Mom Ray (wiet. Vườn quốc gia Chư Mom Ray) – park narodowy w prowincji Kon Tum, w Regionie Płaskowyżu Centralnego, w Wietnamie.
Park został założony 30 lipca 2002 roku, zajmuje powierzchnię ok. 566 km² i graniczy z Parkiem Narodowym Virachey w Kambodży i Rezerwatem Przyrody Donganphan w Laosie. Rośnie w nim około 508 gatunków drzew i żyją 352 gatunki kręgowców. Występuje tu wiele rzadkich gatunków ssaków takich jak banteng, tygrys, gaur i słoń indyjski.